# Кущёвка (Днепропетровская область)
Кущёвка (укр. Кущівка) — село, Бабайковский сельский совет, Царичанский район, Днепропетровская область, Украина.
Код КОАТУУ — 1225680506. Население по переписи 2001 года составляло 174 человека.

## Географическое положение
Село Кущёвка находится на левом берегу канала Днепр — Донбасс в 4-х км от реки Орель,
примыкает к селу Бабайковка. Рядом с селом протекает пересыхающий ручей с запрудой.